# Erich Kempka

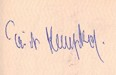
handtekening

Erich Kempka (Oberhausen, 16 september 1910 – Freiberg am Neckar, 24 januari 1975) was een Duitser die bekend is geworden als de chauffeur van de Duitse dictator Adolf Hitler.

## Biografie
Kempka werd geboren als zoon van een mijnwerker, in een grote familie met tien kinderen. Na tot elektricien te zijn opgeleid, werkte hij enige tijd bij DKW.

### Carrière bij de SS
Kempka was vanaf 1930 lid van de NSDAP en de SS. In 1932 was hij een van de eerste leden van het SS-Begleitkommando des Führers. In diens hoedanigheid trad hij soms op als Hitlers chauffeur. Na de dood van Julius Schreck in 1936 werd hij zijn vaste chauffeur en chef van het wagenpark van de Führer en Rijkskanselier (Chef des Kraftfahrwesens beim Führer und Reichskanzler).
Vanaf dan bestuurde Kempka alle wagens waar Hitler in zat. Als Hitler per trein of vliegtuig reisde, werd hij altijd door Kempka vergezeld. Bij aankomst stond dan een van zijn wagens klaar, waar Kempka achter het stuur plaatsnam.

### Laatste dagen van Hitler
Kempka was aanwezig in de zogenoemde Führerbunker in Berlijn, waar Hitler zijn laatste dagen doorbracht en uiteindelijk zelfmoord pleegde. Op 30 april 1945 werd hem gezegd 200 liter benzine naar de bunker te brengen. In de bunker aangekomen kreeg hij te horen dat Hitler en zijn kersverse echtgenote Eva Braun dood waren. Kempka hielp de lijken naar buiten te dragen en was getuige van de crematie ervan, die gebeurde met behulp van de 200 liter benzine die hij naar de bunker had gebracht.
Kempka bleef in de bunker tot de dag daarop, toen hij net als de andere leden van Hitlers entourage vluchtte. Hij mengde zich met een groep buitenlandse arbeiders die door Berlijn doolde. Een Joegoslavische vrouw van deze groep gaf hem toen burgerkleren en vertelde bij controles door Sovjetmilitairen dat hij haar echtgenoot was. Zo kon hij uit Berlijn ontsnappen en uiteindelijk München bereiken, waar hij aan valse papieren geraakte.

### Na de oorlog
Op 9 juni 1945 werd hij opgepakt en in Berchtesgaden door het Amerikaanse leger vastgehouden tot in oktober 1947. Hij was de eerste getuige die de dood van Hitler kon bevestigen aan de Amerikaanse en Britse militaire autoriteiten. Hij verscheen ook als getuige op het proces van Neurenberg.
In 1950 verschenen zijn memoires met als titel Ich habe Adolf Hitler verbrannt. Later verscheen onder de titel Die letzten Tage mit Adolf Hitler een sterk uitgebreide versie van die memoires. De oorspronkelijke tekst van Kempka vormde daarin nog slechts een derde van de tekst, de rest was geschreven door de extreemrechtse uitgever.
Kempka overleed op 64-jarige leeftijd.

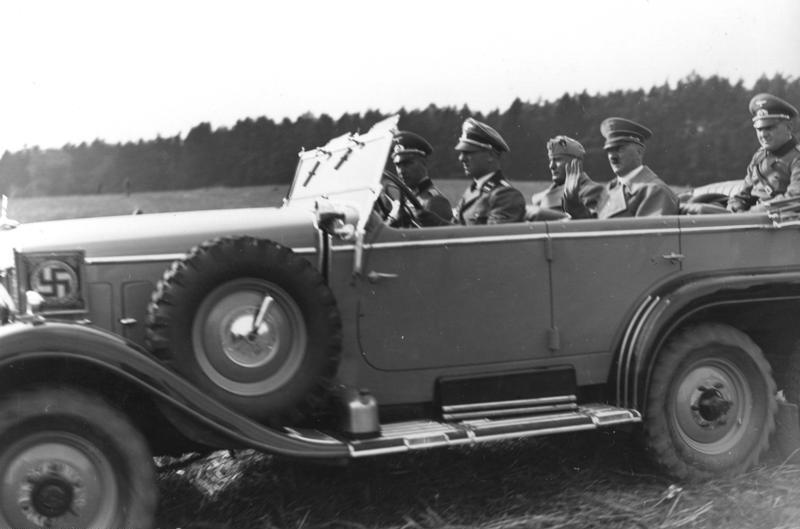
Kempka rijdt Hitler en Mussolini (1937)
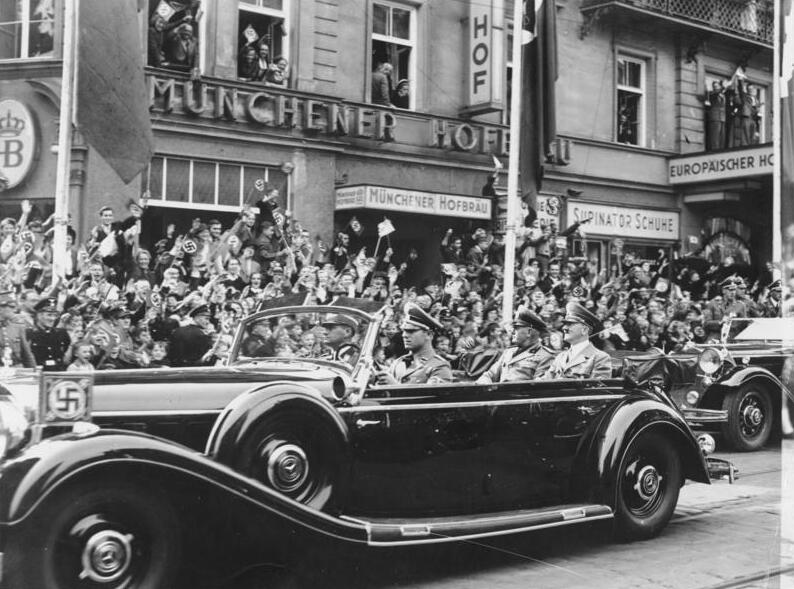
Erich Kempka bestuurt de Mercedes-Benz 700 K met Hitler en Mussolini (1938).
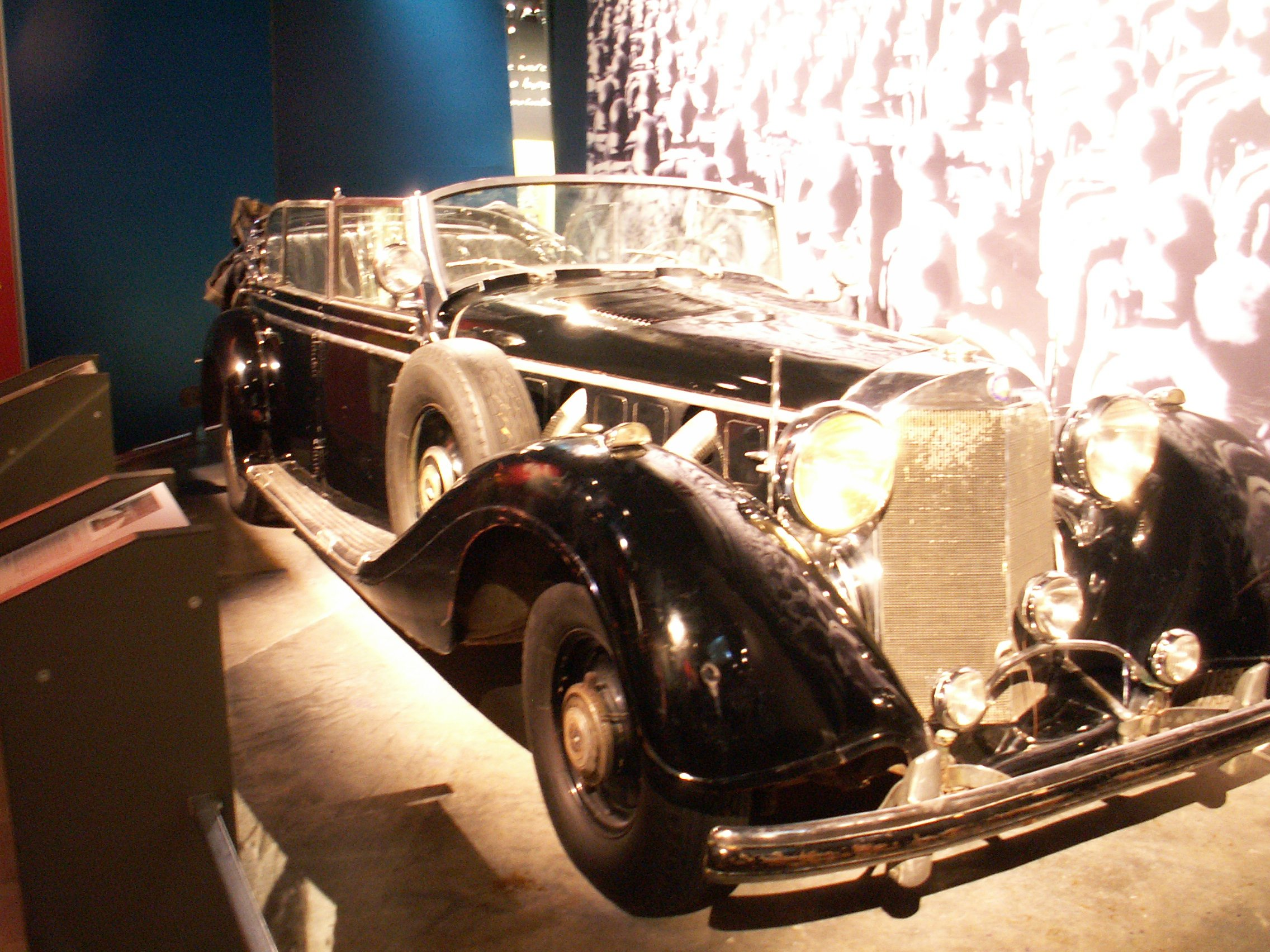
Een van de officiële auto's waarin Kempka, Hitler reed.

## Militaire loopbaan
- SS-Sturmführer 2 mei 1934[2][3][4]
- SS-Obersturmführer: 1 juli 1934[3][4]
- SS-Hauptsturmführer: 20 september 1935[2]
- SS-Sturmbannführer: 16 mei 1936[2][5][6]
- SS-Obersturmbannführer: 9 november 1944[2]

## Registratienummers
- NSDAP-nr.: 225 639 (lid 1 april 1930)[2][3]
- SS-nr.: 2803[2][3][4]

## Decoraties
- Ehrendegen des Reichsführers-SS[5]
- SS-Ehrenring[5]
- Gouden Ereteken van de NSDAP[1][2][5]
- Dienstonderscheiding van de NSDAP in zilver[2]
- Anschlussmedaille[2]
- Medaille ter Herinnering aan de 13e Maart 1938[2]
- Medaille ter Herinnering aan de Thuiskomst van het Memelland[2]
- Orde van het Vrijheidskruis (Finland), 3e Klasse met Zwaarden op 16 december 1941[2]

## Publicatie
- Ich habe Adolf Hitler verbrannt. (1950)